# 北埔老街
北埔老街位在臺灣新竹縣北埔鄉，其街區即在「北埔老聚落」之範圍內，包括北埔街、廟前街、南興街、城門街，街區內有金廣福公館、天水堂、姜阿新洋樓、北埔慈天宮、北埔忠恕堂等古蹟，為新竹縣的著名旅遊景點。其特產有靠秋季九降風製成的柿餅、柿乾以及芋仔番薯月餅，而另稱「膨風茶」的東方美人茶與客家擂茶亦頗有名氣。

## 歷史
北埔鄉與旁邊的峨眉鄉、寶山鄉舊稱「大隘」，原為賽夏族之領域，此地到清道光初年仍未被漢人開墾。道光六年（1826年）淡水廳同知李嗣鄴計畫開墾竹塹城東南山區，便在石碎崙設置隘口、招募民丁駐防，同時命令九芎林庄總理姜秀鑾繼續在南橫崗頂建造隘樓，以縮短番界。道光十四年（1834）李嗣鄴諭令姜秀鑾，在塹南橫崗頂建隘十五座，募丁一百六十名，分駐巡防，負責沿山一帶防務。道光十五年（1835），李嗣鄴先後下令閩籍竹塹城西門總理林德修、周邦正與粵籍姜秀鑾仝立合約，合資組織「金廣福墾號」，姜秀鑾率眾突破賽夏族人的據點，由三角城循牛路進駐北埔，於今「金廣福公館」現址設立指揮中心統轄墾隘事務。之後逐步向埔尾、月眉（今峨眉）、獅頭坪等地開墾。在此期間，姜秀鑾也在北埔的西、南、北三面種植莿竹為牆，建四座城門，形成「北埔老聚落」之範圍。而到咸豐年間時，今北埔、峨眉、寶山三鄉的土地幾乎都已開墾完成。
光緒十二年（1886）福建臺灣巡撫劉銘傳實施「開山撫番」政策，裁撤金廣福之隘務，解除其開疆權責「金廣福墾號」任務告一段落。1895年日本治臺之後北埔仍然熱鬧不減。此地在當時設有茶葉試驗場，由於所產茶葉大受日本本土歡迎，所以一時工廠林立，直到1965年茶葉大王姜阿新的公司倒閉為止，北埔的茶業才衰落。而除了茶業之外，北埔的繁榮還得利於附近的煤礦，然而在礦藏枯竭後，北埔也跟著衰落。之後因為原在北埔街上的北埔鄉公所遷到中山路，以及臺三線拓寬等因素，此地幾乎完全失去昔日商業盛況，不過由於客家風味小吃與老街懷舊風潮，使得此地轉為觀光勝地。

## 特色
北埔街區因是基於拓墾目的發展起來的，所以住屋十分緊密以達到防禦效果。該街區的重心分別是金廣福公館與當地信仰中心的慈天宮，慈天宮以東的建築多為土埆厝，是早年墾民的住所；以西的部分多為長條型街屋，其第一進多為兩層樓高，面寬三開間，是地方情勢安定後才建設的地區。
慈天宮前的北埔街到南興街口這一段，過去稱為「上街」，而從南興街口繼續到北埔國小這一段則稱為「下街」。